# Verbeteringspartij Tibet
De Verbeteringspartij Tibet was een politieke beweging, die fundamentele veranderingen in Tibet beoogde.

## Achtergrond
De beweging werd in 1939 in Kalimpong in India opgericht door Pandatsang Rapga, lid van de omvangrijke familieclan van de Pandatsang's, rijke wolhandelaren uit Kham. De overige kernleden van de beweging waren Thubten Kunphela, Gendün Chöpel en de dichter Canlocen. Kunphela was in de periode 1931-1933 na de 13e dalai lama, Thubten Gyatso, de machtigste man in Tibet geweest. Na de dood van de dalai lama had Kunphela zijn machtspositie verloren en was verbannen. In 1937 wist hij te ontvluchten en vestigde zich ook in Kalimpong.

## Opvattingen
De partij beschouwde de toenmalige regeringsstructuur van Tibet als volstrekt verouderd. Het had niet zozeer een volkomen andere sociale orde als doel, maar beoogde vooral een meer seculiere regeringsvorm waarin veel meer aandacht zou zijn voor verbetering van infrastructuur, zoals bijvoorbeeld introductie van meer technologie, beter onderwijs en een modern en staand Tibetaans leger.
In de Chinese geschiedschrijving van na 1959 werd geprobeerd het revolutionaire karakter van de beweging tot een communistisch erfstuk te maken. Dat was een vorm van geschiedvervalsing om iedere vorm van oppositie tegen het regime in Lhasa van de jaren dertig en veertig - achteraf - van communistische legitimiteit te voorzien.
Met name Pandatsang Rapga was sterk beïnvloed door de ideeën van Sun Yat-sen. Hij geloofde dat verandering in Tibet alleen mogelijk zou zijn op een wijze die vergelijkbaar was met het eind van de Qing-dynastie in China. Hij nam dan ook de theorie en ideeën van de Kwomintang als uitgangspunt voor het door hem gewenste model voor Tibet.
De partij en de leden werden ook financieel onderhouden door de Kwomingtang en de familieclan van de Pandatsang. Het standpunt van de partij verschoof uiteindelijk naar een model waarin de door hen gewenste toekomst van Tibet alleen te bereiken zou zijn in de vorm van een autonome Tibetaanse republiek binnen het staatsverband van de Republiek China.
Het is moeilijk om de aanhang van de beweging goed te kunnen taxeren. Waarschijnlijk heeft de partij nooit meer dan enkele tientallen leden gehad. In het door de Tibetaanse regering gecontroleerde westelijk deel van Kham - circa een derde deel van geheel Kham - was er echter een aanzienlijk groter draagvlak voor enkele van de ideeën van de beweging. De verhouding tussen vele Khampa's en Lhasa was zeer slecht. Honderden handelaren uit Kham en met name een groot deel van de familieclan van de Pandatsang's zagen de partij als een instrument om - via een historische omweg - een onafhankelijke staat Kham te stichten. Onafhankelijk van Peking en Nanking, maar even onafhankelijk van Lhasa.

## Het eind van de beweging

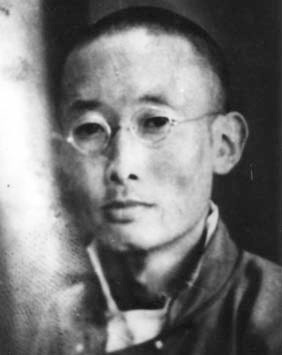
Gendün Chöpel

De activiteiten van de partij in Kalimpong werden uiteindelijk opgemerkt door de Britten. Die brachten de Tibetaanse regering op de hoogte van het bestaan van de beweging en noemden met name de naam van Pandatsang Rapga daarbij. De Tibetanen eisten daarop de uitlevering van Pandatsang Rapga aan Tibet. Dat bleek niet mogelijk, ook omdat Pandatsang in het bezit was van een Chinees paspoort. Hij werd in 1947 Brits-Indië uitgezet en vertrok naar Shanghai. Ook Kunphela werd enige tijd later uitgezet en vertrok naar Nanking.
Gendün Chöpel was in 1946 in opdracht van Pandatsang Rapga en vermomd als monnik naar Tibet vertrokken, om daar inlichtingen te verzamelen en draagvlak voor de beweging te creëren. Hij werd echter snel door de Tibetanen gearresteerd en tot 1950 gevangen gehouden.
Die gebeurtenissen betekenden feitelijk ook het eind van de beweging.